# Giuseppe Filianoti
Giuseppe Filianoti (Reggio Calabria, 11 gennaio 1974) è un tenore italiano.

## Biografia
Nel 1997, dopo aver conseguito il diploma accademico in Canto lirico e la Laurea in Lettere, Filianoti ha vinto una borsa di studio di due anni presso l’Accademia del Teatro alla Scala di Milano. Durante questo periodo ha incontrato Alfredo Kraus, che diverrà il suo mentore, influenzandone decisivamente lo stile artistico e la tecnica.
Filianoti ha debuttato nel 1998 a Bergamo nel Dom Sébastien di Donizetti. Da qui prende le mosse la sua intensa collaborazione con il Teatro alla Scala, dove Riccardo Muti lo chiama a interpretare Armide di Gluck, Nina, o sia La pazza per amore di Paisiello, quindi nel 2003 con Moïse et Pharaon, ou Le Passage de la Mer Rouge di Rossini e Falstaff di Verdi. Alla Scala recita anche Donizetti (Lucia di Lammermoor e Lucrezia Borgia), Verdi (Un giorno di regno, Rigoletto e la Messa da Requiem in tournée a Berlino, Buenos Aires e Tel Aviv) e Puccini (Gianni Schicchi). Nel 2008 viene scritturato come Don Carlo per l'apertura scaligera del 7 dicembre (a seguito dell'abbandono di Marcelo Alvarez), per poi venire sostituito alla vigilia della prima da Stuart Neill, il tenore previsto nel secondo cast. Ritorna alla Scala nel 2011, quando, il 7 dicembre, interpreta Don Ottavio nel Don Giovanni di Mozart, diretto da Daniel Barenboim per la regia di Robert Carsen, spettacolo che viene ripreso anche in tournée al Bol’šoj di Mosca.
Rossini, Donizetti e Verdi accompagnano i passaggi più importanti di un percorso su numerosi palcoscenici: nel 1999 è Argirio in Tancredi al Rossini Opera Festival, nel 2000 debutta al Royal Opera House di Londra nella Traviata, e poi vi ritorna per Dom Sébastien; nel 2005 fa il suo ingresso al Metropolitan Opera di New York con Lucia di Lammermoor. Il suo nome rimane legato ad alcuni ruoli: è il caso del Nemorino de L'elisir d'amore, che canta all’Opéra Bastille di Parigi, al Covent Garden, al Nationaltheater di Monaco di Baviera, al Lyric Opera di Chicago, allo Staatsoper di Vienna e al Liceu di Barcellona; o ancora di Hoffmann negli omonimi Contes di Offenbach, che propone ad Amburgo, Monaco, Parigi e New York, oltre a Edgardo del capolavoro donizettiano (anche a Barcellona, San Francisco, Chicago e Vienna) e Fernand ne La Favorite (Bologna, Genova, Las Palmas), fino al Ruggero ne La rondine di Puccini (allo Châtelet di Parigi e al Metropolitan di New York). Allarga i suoi interessi all’opera seria di Mozart (Idomeneo, La clemenza di Tito, Die Zauberflöte) e affronta il repertorio francese a cavaliere tra Ottocento e Novecento (Faust ad Amburgo, Berlino e Roma, Manon a Parigi, Werther a Madrid e Roma, Pelléas et Mélisande ad Amburgo).
Giuseppe Filianoti ha sviluppato un interesse per la ricerca musicologica legata a Francesco Cilea, suo conterraneo. Del musicista di Palmi ha curato l’edizione critica delle Composizioni vocali da camera per voce e pianoforte, edita da Ricordi in occasione del 150º anniversario della nascita dell’autore; dopo aver debuttato il ruolo di Federico dell’Arlesiana al Carnegie Hall di New York, incide l’opera a Freiburg per l’etichetta tedesca CPO, in un’edizione che su sua iniziativa per la prima volta annovera anche un brano inedito, composto per l’opera.

## Premi e riconoscimenti
- Vincitore del concorso Operalia nel 1999.[11]
- Premio Francisco Viñas nel 1999.[12]
- Premio internazionale ''Omaggio a Francesco Cilea'' nel 2000.
- Premio Franco Abbiati della critica musicale italiana come Migliore Cantante dell'Anno, 2004.
- Premio Aureliano Petile nel 2008.
- Onorificenza "San Giorgio d'Oro", nel 2010.[13]

## Discografia
- L'Arlesiana di Francesco Cilea - Fabrice Bollon, 2014 edizione CPO
- Giulio Sabino di Giuseppe Sarti - Sonia Prina/Elena Monti/ Giuseppe Filianoti /Alessandra Palomba/Donatella Lombardi/Kremena Dilcheva/Ottavio Dantone/Accademia Bizantina/Richard Barker, 2014 edizione Bongiovanni.
- Lucrezia Borgia di Gaetano Donizetti, (Devia, Pizzolato, Guidarini), 2014 edizione Bongiovanni.
- Tancredi di Gioachino Rossini, (Barcellona, Gelmetti), edizione ROF.
- Dom Sébastien di Gaetano Donizetti, (Kasarova, Keenlyside, Elder), 2007 edizione Opera Rara.
- Mefistofele di Arrigo Boito, (Theodossiou, Furlanetto, Ranzani), 2011 edizione Naxos.
- Nina, o sia La pazza per amore di Giovanni Paisiello, (Antonacci, Flórez, Pertusi, Muti), edizione BMG/Ricordi.
- Medea di Luigi Cherubini, (Antonacci, Mingardo, Pidò), DVD, edizione Hardy Classics.
- Moïse et Pharaon di Gioachino Rossini (Frittoli, Abdrazakov, Ganassi, Schrott, Muti), DVD, edizione TDK & ARTHAUS MUSIK.
- La traviata di Giuseppe Verdi (Devia, Bruson, Campanella), DVD, edizione La Voce.
- Mefistofele di Arrigo Boito, DVD, edizione Dynamic.
- Gala Concerto 2007, La Fenice, Venezia, (Theodossiou, Frontali, Ono), DVD, edizione TDK.
- Don Giovanni di Wolfgang Amadeus Mozart (Mattei, Terfel, Netrebko, Frittoli, Filianoti, Barenboim), DVD, edizione DEUTSCHTE GRAMOPHON.